# Прямая линия с Владимиром Путиным
«Прямая линия с Владимиром Путиным» — ежегодное мероприятие, в ходе которого президент Российской Федерации, а ранее Председатель Правительства Российской Федерации Владимир Путин отвечает на вопросы граждан России. В 2008—2011 годах, когда Владимир Путин являлся премьер-министром России, событие носило название «Разговор с Владимиром Путиным» и «Разговор с Владимиром Путиным. Продолжение».
В ходе подготовки и во время «прямой линии» любой желающий из России, ближнего и дальнего зарубежья может отправить свои вопросы в специальный центр обработки сообщений через различные средства связи: с помощью телефона, SMS- и MMS-сообщения, интернет-сайт, мобильных приложения и социальные сети. Всего через центр обработки сообщений проходит несколько миллионов вопросов.
По признанию самого Путина, мероприятие «является самым мощным социологическим опросом, позволяющим гражданам донести свою позицию и оценку руководству страны».
Владимир Путин провёл 17 прямых линий в качестве президента и 4 прямые линии в качестве премьера.

## Формат и предназначение
В ходе мероприятия Владимиру Путину граждане задали вопросы по телефону, через телеграммы, некоторые вопросы озвучивали ведущие, а некоторые задались посредством телевизионного включения из крупных российских городов. В этих включениях принимали участие корреспонденты информационных программ «Первого канала» и «России-1». Люди на телевизионных включениях проходили специальный отбор, после чего им раздавали и согласовывали вопросы, которые надо задавать главному гостю программы. С 2008 по 2017 год вопросы также задавали приглашённые гости в студии.
В апреле 2016 года РБК и «Русская служба BBC» сообщали о проходивших до «прямой линии» репетициях в подмосковном пансионате «Поляны», принадлежащем управлению делами президента, куда было свезено несколько сотен человек со всей страны. В ходе репетиций задаваемые вопросы редактировали и формулировали (в частности — предлагая заранее заготовленные) силами сотрудников госканалов, которые и отобрали итоговую группу. Не прошедшие отбор участники были простыми зрителями. Часть участников знала об истинном назначении, другим же предлагали участвовать в «передаче», «ток-шоу». Подобные мероприятия проходят там уже 3—5 лет.

## История

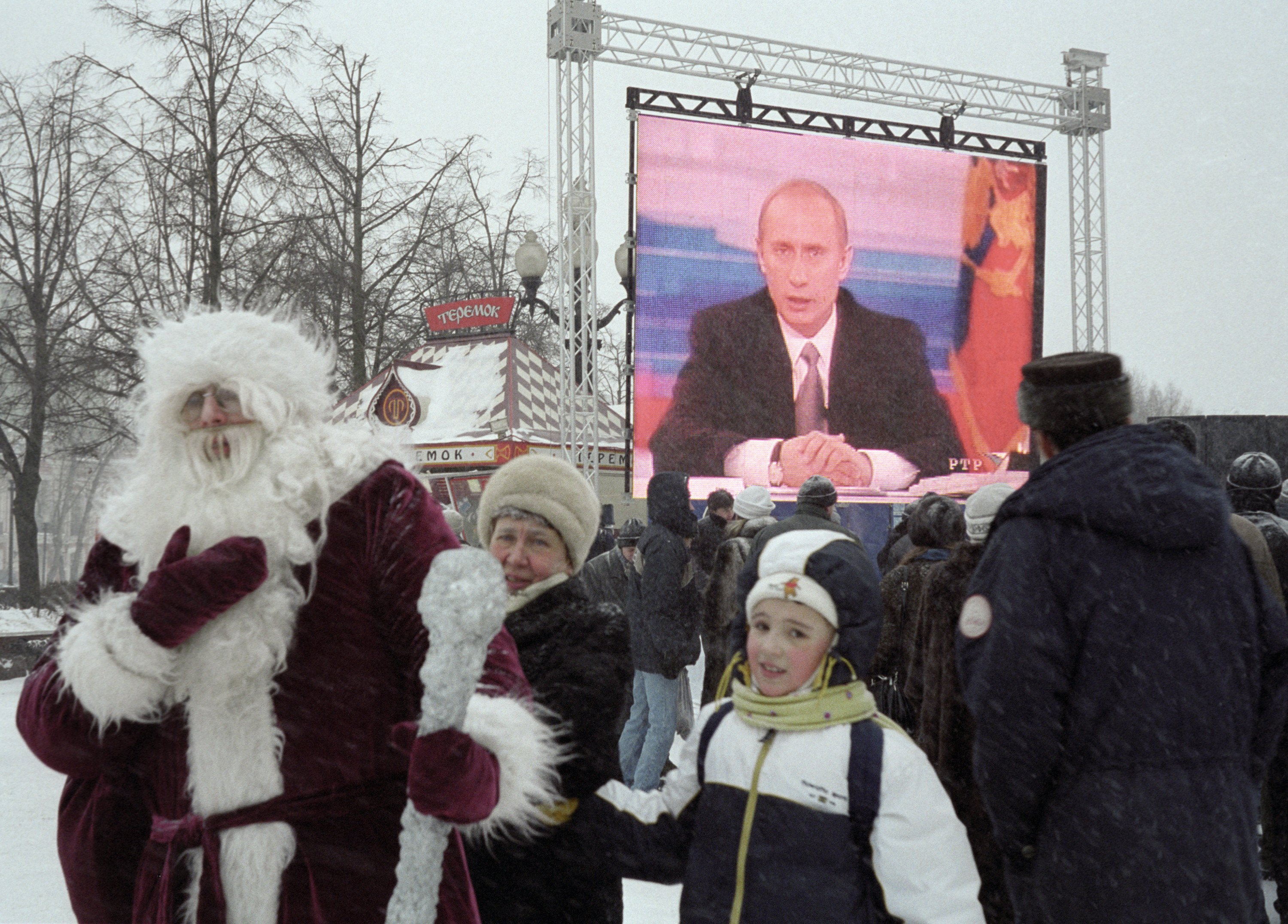
Демонстрация 24 декабря 2001 года на Пушкинской площади в Москве

### Первый эфир (2001)
Первый прямой эфир состоялся 24 декабря 2001 года. Прямую трансляцию тогда и последующие 5 лет вели оба общенациональных канала — ОРТ и РТР. Авторами идеи данного формата были руководители обоих вещателей — гендиректор ОРТ Константин Эрнст и председатель ВГТРК Олег Добродеев. Вопросы, поступившие по телефону и на сайт в Интернете http://ortrtr.ru, президенту передавали ведущие телекомпаний Екатерина Андреева и Сергей Брилёв. Модератором телефонных звонков был Кирилл Клеймёнов. Владимир Путин ответил на 47 вопросов граждан России — вся передача длилась 2 часа 20 минут.
Во вступительном слове перед началом ответов на вопросы россиян в прямом эфире ОРТ и РТР президент России заявил, что уходящий 2001 год был для России в целом удачным.

### Второй эфир (2002)
Второй прямой эфир состоялся 19 декабря 2002 года. Владимиру Путину был задан 51 вопрос. Продолжительность «прямой линии» составила 2 часа 37 минут. Путин отметил, что за минувший год россияне в целом стали жить лучше, а страна стала богаче.

### Третий эфир (2003)
Третий прямой эфир состоялся 18 декабря 2003 года. Передача длилась 2 часа 50 минут, президенту было задано 69 вопросов. Большее число вопросов задавали мужчины, а также по телефону с тогдашним главой государства разговаривали 4 ребёнка.

### Четвёртый эфир (2005)
Четвёртый прямой эфир состоялся 27 сентября 2005 года (без упоминания в печатных телепрограммах). Ведущими «прямой линии» остались Екатерина Андреева и Сергей Брилёв, модератором телефонных звонков стала Наталья Семенихина. Длительность программы составила 2 часа 54 минуты, Владимиру Путину было задано 60 вопросов. Включение из регионов с вопросами от местных жителей не обошлось без скандалов — в Воркуте избили правозащитника, пытавшегося пообщаться с Владимиром Путиным.

### Пятый эфир (2006)
Пятый прямой эфир состоялся 25 октября 2006 года. Продолжительность «прямой линии» составила 2 часа 54 минуты, в течение которых было задано 55 вопросов. Рейтинг телеобщения Путина с народом оказался ниже четырёх предыдущих. Если в 2001 году подобный телеэфир на «Первом канале» смотрели 52 % московской аудитории, то к 2006 году эта цифра уменьшилась почти вдвое — 29 %.

### Шестой эфир (2007)
18 октября 2007 года состоялся шестой прямой эфир. Продолжительность «прямой линии» составила 3 часа 3 минуты, президенту было задано 69 вопросов. Тогда Владимир Путин пообщался с согражданами в прямом теле- и радиоэфире в качестве президента России в последний раз перед четырёхлетним перерывом на премьерство. Начиная прямой эфир, Владимир Путин поздравил сборную России по футболу с победой над сборной Англии.

### Седьмой эфир (2008)
4 декабря 2008 года состоялся седьмой прямой эфир, но уже только на телеканалах «Россия» и «Вести» (по причине того, что только телеканалы ВГТРК, согласно своему статусу, имеют право предоставлять эфир председателю Правительства). В этот раз Владимир Путин выступал уже в качестве премьер-министра. Несмотря на то, что эфир длился около 2,5 часа, то есть на час больше запланированного времени, ответить удалось всего на 46 вопросов.

### Восьмой эфир (2009)
3 декабря 2009 года состоялся восьмой прямой эфир. Премьер начал свой диалог с народом с темы терроризма, а именно — подрыва «Невского экспресса», произошедшего накануне. В общих чертах обсуждался финансовый кризис и его последствия. В общей сложности Владимир Путину было задано 80 вопросов, продолжительность программы составила 4 часа 1 минуту.

### Девятый эфир (2010)
Девятый прямой эфир состоялся 16 декабря 2010 года. Владимир Путин общался в прямом эфире 4 часа 25 минут. Всего поступило более 2 млн обращений в виде телефонных звонков, SMS-сообщений и писем на сайт программ. Во время разговора премьер успел ответить на более чем 88 вопросов. Трансляция собрала наименьшее количество зрителей с тех пор как Владимир Путин перестал быть главой государства.

### Десятый эфир (2011)
15 декабря 2011 года состоялся десятый, юбилейный прямой эфир программы. Владимир Путин общался в прямом эфире со зрителями 4 часа 33 минуты и ответил на 90 вопросов.
В 2012 году, вновь избранный в качестве президента, Владимир Путин собирался общаться с гражданами. Новый формат общения был подобран, им могло стать обращение к пресс-конференции. Позже пресс-секретарь Дмитрий Песков сообщил о переносе «прямой линии» на более тёплое время года.

### Одиннадцатый эфир (2013)
25 апреля 2013 года состоялась одиннадцатая встреча в прямом эфире. Синхронную прямую трансляцию снова вели оба государственных вещателя — «Первый канал» и «Россия-1». Владимир Путин общался в прямом эфире со зрителями 4 часа 47 минут. Количество обращений превысило три миллиона человек. В тот день Путин подвёл некоторые итоги первого года своего третьего президентства.

### Двенадцатый эфир (2014)
Двенадцатый прямой эфир состоялся 17 апреля 2014 года. Темой беседы стала Украина и длился 3 часа 56 минут, в частности — аннексия Крыма Российской Федерацией. Впервые за всю историю данного формата, можно было задать видеовопрос президенту. В 2014 году «прямая линия» вызвала больший интерес со стороны телезрителей, чем годом ранее: это связывалось с обострением ситуации на Украине и аннексией Крыма Россией.

### Тринадцатый эфир (2015)

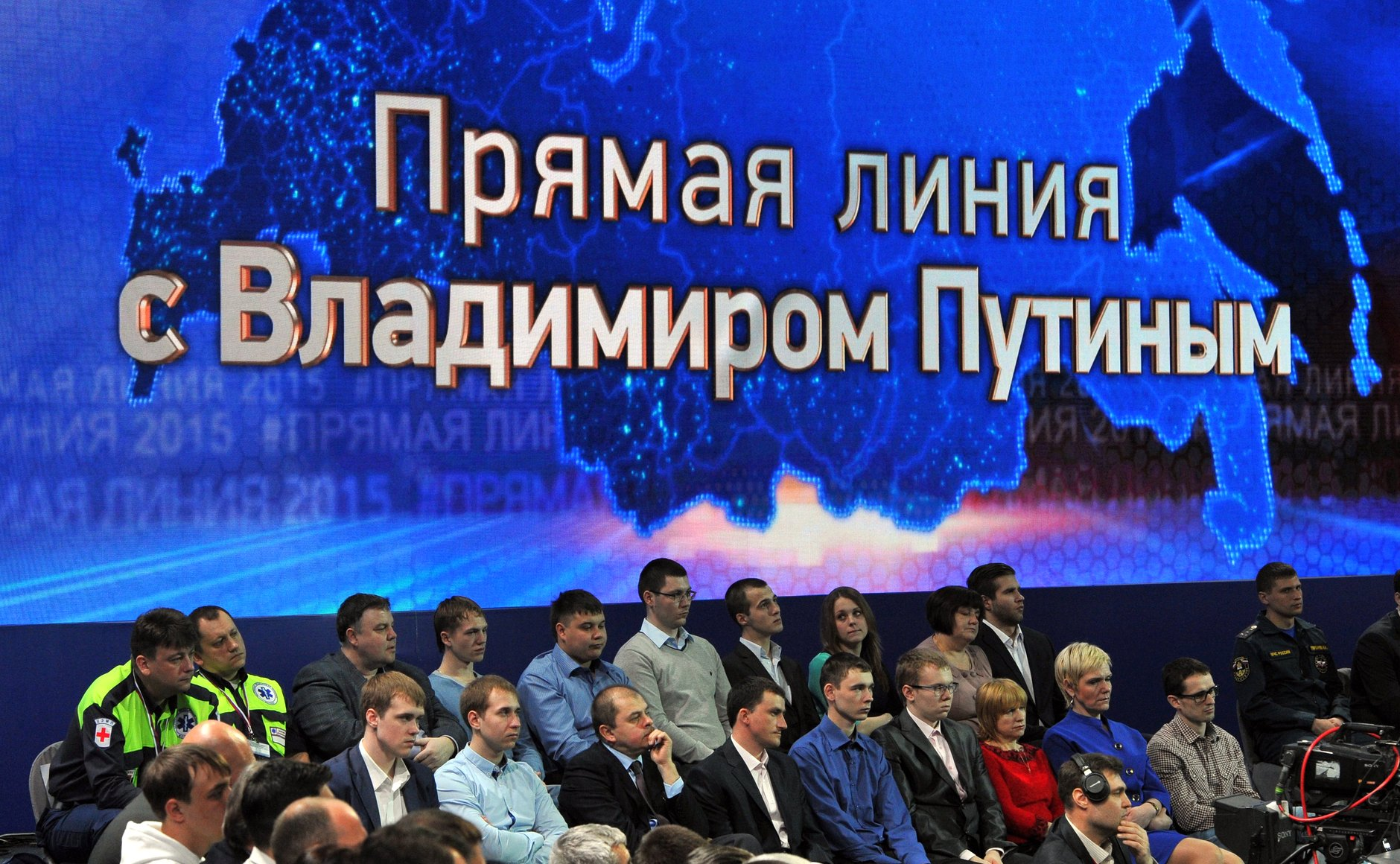
Прямая линия с Владимиром Путиным в 2015 году

Тринадцатый прямой эфир состоялся 16 апреля 2015 года в специально оборудованной студии в здании московского Манежа и длился 3 часа 57 минут. Президенту Владимиру Путину было задано 74 вопроса.

Президент России говорил про минувший кризис, импортозамещение, здравоохранение, внешнюю политику, ситуацию на Украине.

### Четырнадцатый эфир (2016)
Четырнадцатый прямой эфир состоялся 14 апреля 2016 года в здании Гостиного двора и длился 3 часа 40 минут. За это время Владимир Путин ответил на 80 вопросов. Были затронуты темы экономики, роста цен, дорог. Также президент ответил на вопросы по ситуации на Украине, в Сирии, в Нагорном Карабахе, об отношениях с США и Турцией.

### Пятнадцатый эфир (2017)
Пятнадцатый прямой эфир состоялся 15 июня 2017 года и продлился 3 часа 56 минут. За это время президент ответил на 73 вопроса. В 2017 году «прямую линию» посмотрели более 6 млн жителей России. Ведущими программы стали Дмитрий Борисов (Первый канал) и Татьяна Ремезова (ВГТРК). Впервые в режиме реального времени на экран выводились SMS- и MMS-сообщения, которые нередко содержали и критику в адрес президента.

### Шестнадцатый эфир (2018)
Шестнадцатый прямой эфир состоялся 7 июня 2018 года и продлился 4 часа 20 минут. После завершения президент отвечал на вопросы журналистов. За это время Владимир Путин успел ответить на 73 вопроса, 32 человека смогли задать свои вопросы президенту лично во время прямых включений.
Новшеством телепередачи стало то, что впервые с 2008 года в студии не было зрителей и президент имел возможность в режиме on-line связаться со всеми федеральными министрами, главами регионов России и руководителями крупнейших государственных корпораций.
В 2018 году «прямую линию» посмотрели 5,78 млн человек. Этот показатель стал самым низким с 2011 года.

### Семнадцатый эфир (2019)
Семнадцатый прямой эфир состоялся 20 июня 2019 года и продлился 4 часа 24 минуты.
В 2019 году продолжился тренд на спад популярности «прямой линии» у телезрителей: эфир посмотрели более 5,336 млн человек, что снова стало худшим показателем с 2011 года.

### Восемнадцатый эфир (2020)
Восемнадцатый прямой эфир состоялся 17 декабря 2020 года как часть ежегодной пресс-конференции Президента России.

### Девятнадцатый эфир (2021)
Девятнадцатый прямой эфир состоялся 30 июня 2021 года и продлился 3 часа 44 минуты. По данным Mediascope, эту прямую линию с Владимиром Путиным посмотрело более 6,3 млн россиян, при том, что в 2019 году аудитория передачи составила 5 млн 336 тыс. человек. Основными темами программы стали вакцинация и борьба с COVID-19, передача власти и рост цен. Владимир Путин ответил на 70 обращений из 2,2 млн вопросов. По итогам программы, президент дал правительству ряд поручений, в частности, касающихся детских выплат, кредитования малого и среднего бизнеса, газификации частных хозяйств. По мнению международных СМИ, прямая линия стала основой общения президента c гражданами, отметив в этом признак слабости вертикали власти.

### Двадцатый эфир (2023)
Двадцатый прямой эфир состоялся 14 декабря 2023 года под названием «Итоги года с Владимиром Путиным». Прямая линия с Владимиром Путиным и Ежегодная пресс-конференция с Владимиром Путиным, с представителями СМИ проходят в совмещённом формате, в Москве, в Гостином дворе. К началу программы поступило более 2 млн вопросов.
Программа продлилась 4 часа 4 минуты, в ходе обсуждения Владимир Путин ответил на 67 вопросов. В частности глава государства отметил экономический рост в России на уровне 3,5 % ВВП, несмотря на инфляцию 7,5-8 %; отсутствие необходимости проведения второй волны мобилизации; сохранение целей России во вторжении в Украину; готовности РФ к восстановлению отношений с США при создании для этого фундаментальных условий; рекордно высокий уровень отношений с Китаем.

### Двадцать первый эфир (2024)
Двадцать первый прямой эфир состоялся 19 декабря 2024 года. Продлилась 4 часа 30 минут, ответил на 76 вопросов. Всего поступило более 2 млн вопросов, отбором которых занималась нейросеть Сбербанка. Владимир Путин рассказал о росте экономики РФ, высокой инфляции и исторически минимальной безработице. Президент России заявил о том, что точно «выбьют» ВСУ из Курской области, восстановят разрушенное в ней жилье и инфраструктуру. Также, он подчеркнул, что РФ без предварительных условий согласна на мирные переговоры с Киевом, назвав при этом Владимира Зеленского нелегитимным президентом Украины. Владимир Путин, отвечая на вопрос корреспондента Би-би-си, заявил, что за 25 лет его президентства России удалось отойти от края пропасти.

## Критика
По данным опроса фонда «Общественное мнение» в апреле 2015 года, 49 % россиян хотели бы задать Владимиру Путину какой-либо вопрос (самый популярный — о высоких ценах и благосостоянии граждан), 46 % нечего было спрашивать, а 5 % затруднялись ответить. Отмечалось, что по мнению опрошенных экспертов многие россияне считали мероприятие «показухой» и за годы устали от него.

## Ведущие

### Основание
- Екатерина Андреева и Сергей Брилёв (2001—2007)[62]
- Мария Ситтель и Эрнест Мацкявичюс (2008—2011)[63]
- Кирилл Клеймёнов и Мария Ситтель (2013—2015)[64]
- Валерия Кораблёва и Евгений Рожков (2016)[65]
- Дмитрий Борисов и Татьяна Ремезова (2017)
- Кирилл Клеймёнов и Андрей Кондрашов (2018)
- Елена Винник и Павел Зарубин (2019)
- Екатерина Березовская и Наиля Аскер-заде (2021)
- Екатерина Березовская и Павел Зарубин (2023)
- Дмитрий Кулько и Александра Суворова (2024)

### Модератор
- Кирилл Клеймёнов (2001—2003)
- Наталья Семенихина (2005[66], 2007[67])
- Юлия Панкратова (2006)[68]
- Татьяна Ремезова (2011, 2013)
- Анна Павлова и Татьяна Ремезова (2014)[69]
- Наталия Юрьева и Татьяна Ремезова (2015—2016, 2018—2019, 2021)
- Наталия Юрьева и Мария Гладких (2017)

### Помощник
- Пётр Ровнов, Анна Титова, Дмитрий Седов (2008)[70]
- Фарида Курбангалеева, Александр Христенко, Татьяна Ремезова (2009)[71]
- Мария Моргун, Татьяна Ремезова, Мария Китаева (2010)[72]
- Иван Кудрявцев, Мария Китаева, Дмитрий Щугорев, Мария Моргун (2011)[73]
- Ольга Ушакова, Валерия Кораблёва, Дмитрий Щугорев, Мария Моргун (2013)
- Ольга Ушакова, Валерия Кораблёва, Дмитрий Щугорев, Татьяна Столярова (2014)
- Ольга Ушакова, Валерия Кораблёва, Дмитрий Щугорев, Екатерина Миронова (2015)
- Ольга Ушакова, Ольга Паутова, Вера Красова, Наиля Аскер-заде (2016—2017)[74]
- Валерия Кораблёва, Ольга Паутова, Мария Гладких, Наиля Аскер-заде (2019)

## Мероприятия в подобном формате
Помимо «Прямой линии с Владимиром Путиным» президент России ежегодно созывает большую пресс-конференцию, на которой свои вопросы задают аккредитованные журналисты как российские, так и зарубежные. Первая из них состоялась 18 июля 2001 года, последняя — 24 декабря 2021 года, прошла в 17-й раз, всего было 16 телеэфиров с Владимиром Путиным, и один — с Дмитрием Медведевым, в 2022 году большую пресс-конференцию было решено не проводить.
Кроме того, в 2008—2019 годах ежегодно выходило телеинтервью с Дмитрием Медведевым. В период его президентства оно называлось «Итоги года с Дмитрием Медведевым» (2008—2012), а во время премьерства «Прямой разговор с Дмитрием Медведевым» (2012—2019). После того как Медведев покинул пост премьера больше не проводится.
В прямом эфире центральных теле- и радиостанций также транслируется ежегодное Послание президента России Федеральному собранию.
Выступления Владимира Путина на межрегиональных конференциях «Единой России», проходивших в разных федеральных округах в 2010—2011 годах, также транслировались в прямом эфире.
Прямые линии проводят также руководители регионов России.

### «Владимир Путин. Прямой эфир» на Украине
26 октября 2004 года на трёх украинских телеканалах: «Интер», «Первый национальный» и «1+1» по случаю визита Путина в Украину, посвящённому 60-летию освобождения Украины от нацистской оккупации, выходила программа «Владимир Путин. Прямой эфир». Программа проходила за пять дней до начала президентских выборов на Украине и фактически визит популярного на тот момент в Украине российского президента должен был усилить поддержку Виктора Януковича среди украинцев. Несколько вопросов были заданы президенту на украинском языке, Путин также говорил о красоте украинского языка и процитировал четверостишие Тараса Шевченко. Помимо этого Путин утверждал, что Россия не намерена вмешиваться во внутриполитические процессы на Украине.